# Cornelis Engebrechtsz
Cornelis Engebrechtsz, encore nommé Engelbrechtsz, est un dessinateur et peintre hollandais d'origine flamande renommé pour sa peinture d'histoire et ses compositions religieuses. Formé en Flandre à Anvers, ce maître précieux dirige et anime un atelier à Leyde de plus en plus important où se mêle librement les traditions graphiques flamandes, l'inspiration chrétienne et pathétique du gothique finissant, les recherches plastiques italiénisante, voire les innovations techniques des arts graphiques. Les anciens auteurs hollandais soupçonnent ce coloriste original, soucieux de créer des tons vifs et d'accords rares, d'avoir été un des premiers utilisateur de la couleur à l'huile en son pays. 
Ultime représentant conservateur du maniérisme gothique, il a vécu et travaillé essentiellement à Leyde où il est né vers 1465 et mort vers 1530. Il a contribué avec ses élèves à faire de sa ville un centre renommé de l'art, pleinement rival d'Anvers.

## Variété patronymique
Le fait que son art personnel soit interprété en manifestation tardive, à la fois précieuse et dépassée, a contribué à obscurcir le grand rôle formateur et le vaste héritage qu'il lègue à ses élèves. Le patronyme peut s'écrire suivant les sources disparates : Engelbertsz, Engelbrechtsen, Engelbrechtsz, Enghelbrechtsz... 
Le peintre a pu être désigné laconiquement sous le nom de Enghelbrecht l'Ancien. L'historiographe flamand des peintres du Nord Carel van Mander le désigne simplement sous le nom Engebrechtsz.

## Éléments biographique
À la décharge des historiens d'art, souvent hésitants, il subsiste des incertitudes sur le lieu et ses dates de naissance et de décès. Il est peut-être né et mort à proximité de la ville de Leyde et ses six longues dernières années de grabataire sans activité sont peut-être imaginaires. En 1499, l'artisan de la communauté flamande de la ville tisserande fait partie de la garde bourgeoise de Leyde. Il est alors marié et père de trois enfants :
- Pieter l'aîné Cornelisz né en 1490. Pieter Cornelisz dit Kunst est surtout dessinateur et peintre sur verre. Il a été également drapier, associé à son cadet à Bruges. est mort en 1560 ou 1561.
- Cornelis le cadet Cornelisz, dit aussi Cornelis Kunst né en 1493. Ce peintre a séjourné à Bruges inscrit au registre de la profession drapière.
- le petit Lucas Cornelisz né en 1495. Il est appelé Lucas Cornelisz de Ko(c)k à cause de sa double profession de cuisinier et de peintre, double activité qu'il aurait exercé en Angleterre où il serait mort vers 1552.

Toutefois, il faut signaler que les œuvres des fils sont nettement moins connues, avec des attributions très sujettes à caution. Il semble que l'atelier florissant n'ait pas été repris par les fils, ce qui explique leurs itinérances. 

## Homme de l'art et pédagogue

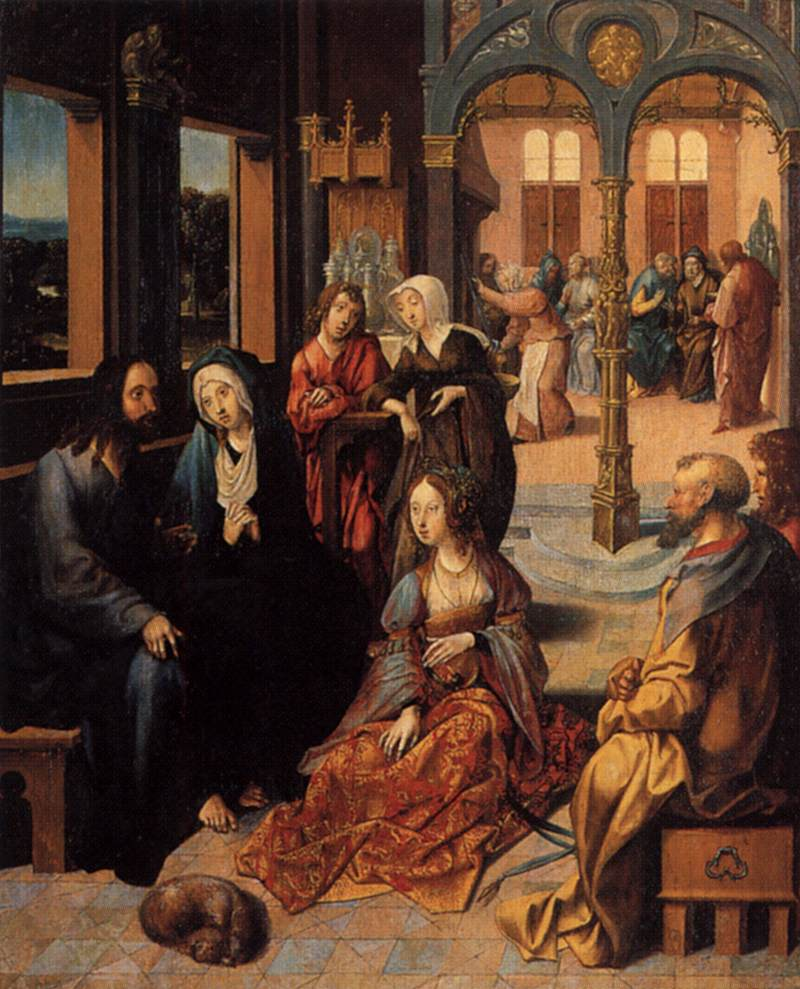
Le Christ dans la maison de Marthe et Marie par Cornelis Engebrechtsz.

Cornelis Engebrechtsz a été formé à la fin des années 1480 par Colijn de Coter, peintre religieux archaïsant actif de 1479 à 1510 dans la lignée de l'école tournaisienne représentée par Rogier van der Weyden et connu pour être franc maître à la gilde des peintres anversois en 1493. Le maître semble avoir emmené en voyage son apprenti qui a pu découvrir la Flandre et le Brabant, notamment Bruxelles.
Jeune maître, Cornelis se spécialise dans les compositions denses, les formes allongées et nerveuses, la finesse des motifs en draperie, voire les effets décoratifs les plus fantaisistes. 
Le maître aussi connu pour son moralisme austère et sa grande rigueur dans la préparation et l'exécution à l'atelier est attiré par un art décoratif lumineux de type italien. Ce dessinateur soigneux, technicien conservateur de la tradition picturale franco-flamande des siècles précédents, ne bride pas l'imagination originale et spirituelle de ses élèves. Il forme ainsi ces fils et les meilleurs fils d'artisans leydois attirés par la peinture : Aertgen et Lucas de Leyde.

## Une reconnaissance posthume discrète
La Passion au musée de Leyde et Hélène et Constantin à l'alte Pinacothek de Munich sont des œuvres à thématique religieuse qui lui ont préservé une reconnaissance des amateurs qui l'ont classé plus tard dans l'ultime courant du maniérisme gothique. Mais il faut signaler aussi son intérêt pour les portraits et les paysages.

## Œuvre peint

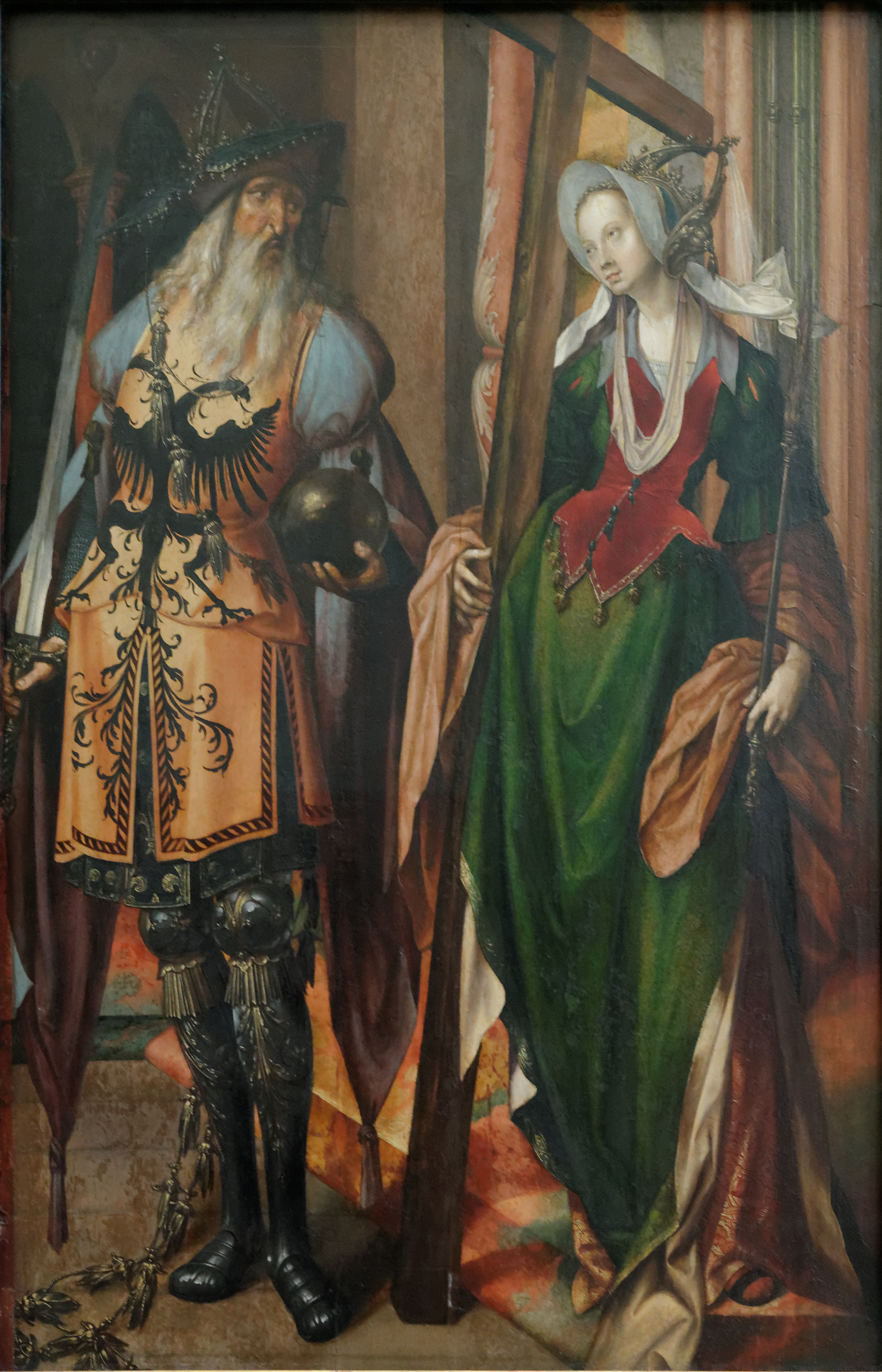
Constantin et Hélène. Alte Pinakothek, Munich

- Abraham et Melchisedech, collection privée.
- Saint Jean-Baptiste et Marie-Madeleine, La descente de Croix à Aix-la-Chapelle.
- Triptyque Le Christ en croix entourée de Marie et des saints, Le Christ prêchant dans la maison de Lazare, Le Christ prenant congé de Marie, Le calvaire à Amsterdam.
- Triptyque Le Christ cloué à la Croix d'Anvers, Saint Léonard délivrant les prisonniers (recto) et Saint Georges délivrant les prisonniers (verso), Transport du cadavre de saint Hubert (recto) et Saint Hubert (verso)
- Le couronnement d'épine, La vocation de saint Mathieu, au Musée du Kaiser Friedrich de Berlin.
- Portrait de Dirk Ottens et sa femme, à Bruxelles.
- Sainte Cécile et Valerius (médaillon), L'agneau mystique, L'adoration des Mages, Portrait d'un couple, à Budapest.
- La tentation de Saint Antoine (médaillon) à Dresde.
- Descente de Croix à Gand.
- Deux triptyques à Leyde, ville du peintre :
  - Crucifixion , Le sacrifice d'Abraham et Le serpent d'airain au recto, Ecce homo et le Christ insulté au verso des volets.
  - Descente de Croix avec six petites grisailles, Sainte Cécile, Marie-Madeleine et la donatrice au recto, Jacques le Jeune, saint Grégoire et le donateur au verso des volets.
- Marie et l'Enfant dans un paysage, au National Gallery de Londres.
- Descente de Croix et Constantin et sa mère céleste Sainte Hélène, à l'Alte Pinacothek de Munich.
- Portrait d'homme à Nuremberg.
- Martyre de saint Jean l'Évangéliste, au musée du Louvre à Paris.
- Triptyque de la Résurrection entouré de grisailles, Les trois Maries au tombeau et Le Christ apparaît en Marie-Madeleine au recto, sainte Anne, Marie et saint Jean-Baptiste au verso des deux volets, à Schwerin.
- Le Christ sur la Croix à Stockholm.
- Triptyque au musée épiscopal d'Utrecht du Christ sanglant apparaissant à Marie, Crucifixion, Résurrection et le Christ portant la Croix sur les volets.
- Histoire de Naaman, le capitaine syrien à Vienne.
- Jérémie au puits, bois, 25 x 41 cm, Collection Harrach, Autriche[1]
- Crucifixion, huile sur bois, musée d'art Roger-Quilliot à Clermont-Ferrand.